# Alexis Díaz
Alexis Omar Díaz (Humacao, Puerto Rico, 28 de septiembre de 1996), más conocido como Alexis Díaz, es un jugador profesional puertorriqueño de béisbol que se desempeña en la posición de lanzador en Los Angeles Dodgers, equipo de las Grandes Ligas de Béisbol (MLB).

## Carrera
En 2022, Díaz hizo su debut en la MLB con el equipo Cincinnati Reds, donde lleva jugando tres temporadas.